# Настойка конопли

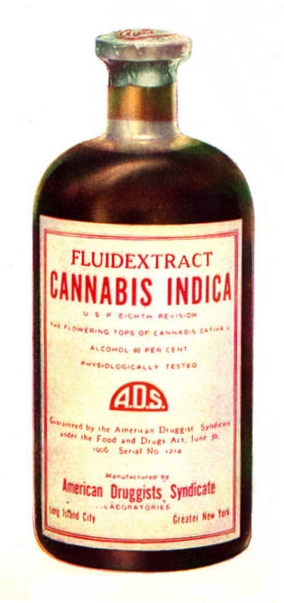
Настойка конопли индийской (Cannabis Indica, Fluid Extract), American Druggists Syndicate, pre-1937

Настойка конопли на этиловом спирте, психотропный и антибактериальный препарат для перорального и наружного употребления. Жидкость темно-зелёного цвета с характерным привкусом конопли. Введена в европейскую фармакопею Уильямом О’Шонесси; с середины XIX в. по 1940-е гг. широко использовалась как противосудорожное и анальгетическое средство при мигрени и эпилепсии. Медицинские показания и дозировка препарата были исследованы британским терапевтом Джоном Расселом Рейнольдсом, опубликовавшим свои наблюдения в 1890 г.
Для медицинской настойки используется преимущественно конопля индийская; в конце XIX — начале XX вв. применялась также конопля американская.